# Setvena wahkeena
Setvena wahkeena är en bäcksländeart som beskrevs av Stewart och Stanger 1985. Setvena wahkeena ingår i släktet Setvena och familjen rovbäcksländor. Inga underarter finns listade i Catalogue of Life.